# Новосёловка (Пирятинский район)
Новосёловка (укр. Новоселівка, до 2021 г. — Голобородько) — село Пирятинского городского совета Пирятинского района Полтавской области.
Код КОАТУУ — 5323810102. Население по переписи 2001 года составляло 61 человек.

## Географическое положение
Село Новосёловка находится в 1-м км от левого берега реки Удай, на расстоянии в 0,5 км от села Заречье, на противоположном берегу — город Пирятин.
Река в этом месте извилистая, образует лиманы, старицы и заболоченные озёра.